# Adalbert (motpåve)
Adalbert var en italiensk kardinal som blev vald till motpåve år 1101. Det är okänt när han föddes och dog.
Det finns lite kunskap om Adalbert. Han utsågs till kardinalbiskop av stiftet Porto-Santa Rufina cirka år 1088. Efter att motpåven Theoderic fängslats år 1101 samlades Clemens III:s anhängare och valde Adalbert till ny motpåve. När nyheten att han blivit vald spreds i Rom började upplopp i staden och han fick söka skydd hos en clementisk sympatisör. Hans beskyddare lät sig dock mutas och utlämnade honom till Paschalis II. After att ha blivit fråntagen sina insignier, blivit offentligen förnedrad och tillfälligt fängslad i ett torn i Lateranen skickades han till ett kloster norr om Neapel.